# Nová Ves nad Lužnicí
Nová Ves nad Lužnicí település Csehországban, a Jindřichův Hradec-i járásban. Nová Ves nad Lužnicí Halámky, České Velenice, Nové Hrady, Rapšach és Dvory nad Lužnicí településekkel határos. Lakosainak száma 356 fő (2024. január 1.).

## Népesség
A település lakosságának változását az alábbi diagram mutatja:
| Lakosok száma | 1284 | 1560 | 1425 | 634  | 404  | 316  | 329  | 338  | 339  | 356  |
|               | 1869 | 1890 | 1921 | 1950 | 1980 | 2001 | 2017 | 2019 | 2022 | 2024 |